# Connecteur auto-dénudant

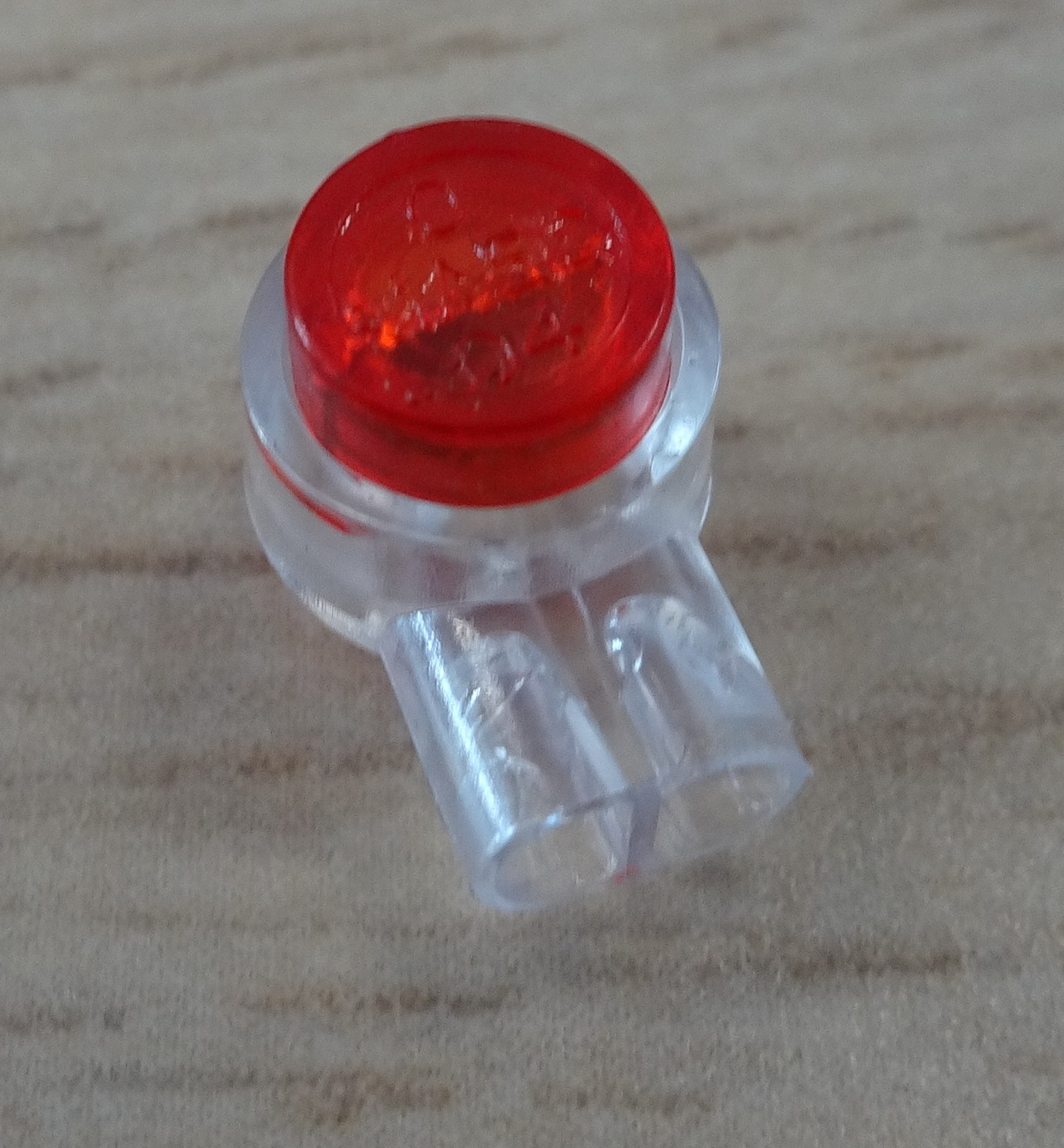
Connecteur auto-dénudant rouge.

Un connecteur auto-dénudant permet de réaliser une liaison électrique entre deux ou plusieurs câbles électriques sans avoir à les dénuder au préalable car une lame métallique vient au contact avec l'âme des câbles lors du sertissage réalisé au moyen d'une pince multi-prise. Le connecteur est rempli de graisse minérale, afin de protéger la connexion de l'oxydation[réf. nécessaire].
Ce connecteur est principalement utilisé pour raccorder des paires torsadées dans le monde de la téléphonie, au niveau de la boucle locale (en France).

## Historique
- Commercialisé par le fabricant 3M, ce type de connecteur est également connu[Par qui ?] sous la marque déposée Scotchlok™[1].
- Autre types de connecteurs à déplacement d'isolant pour l'électronique produits par la société Stocko Contact[2].

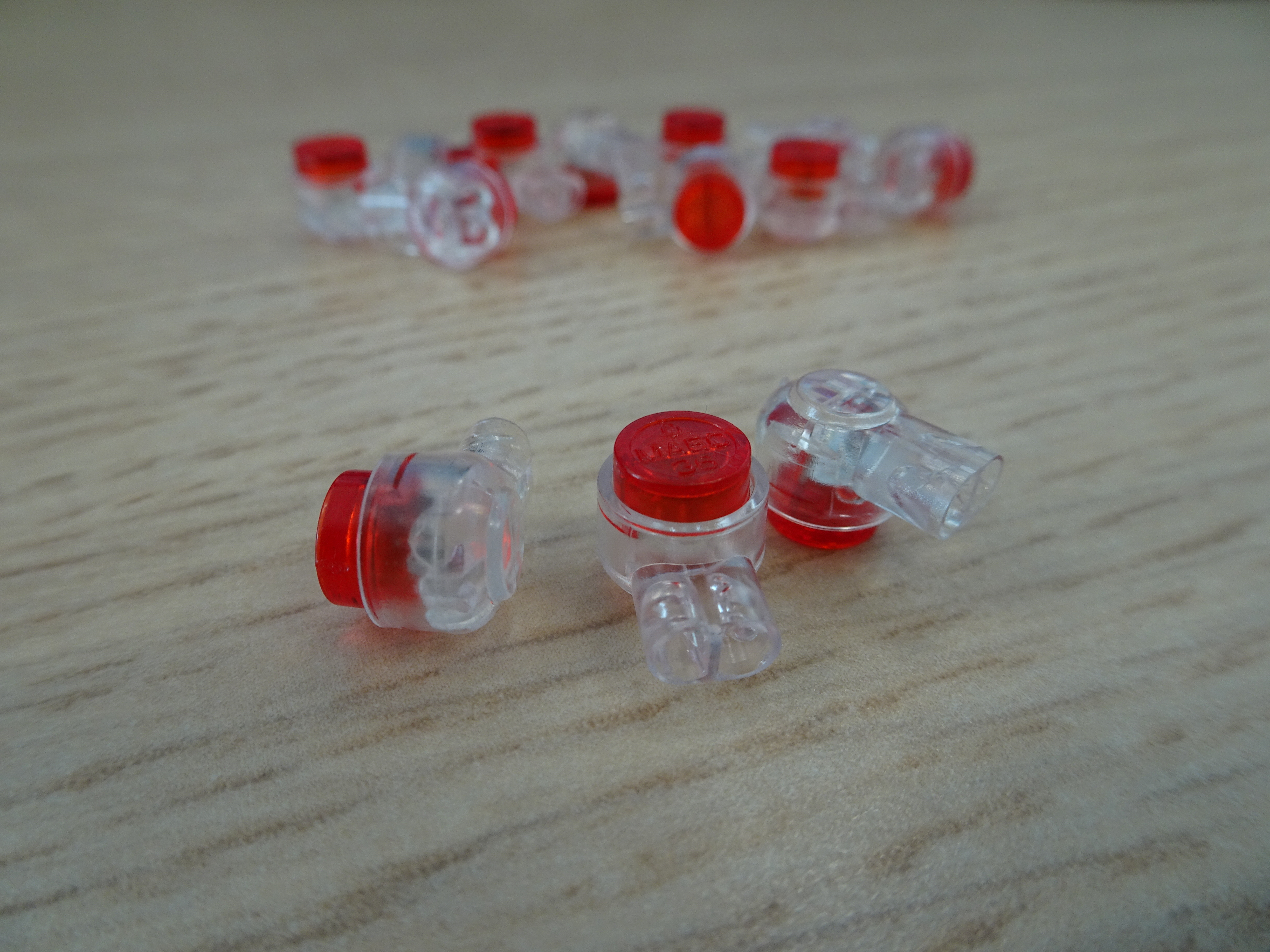
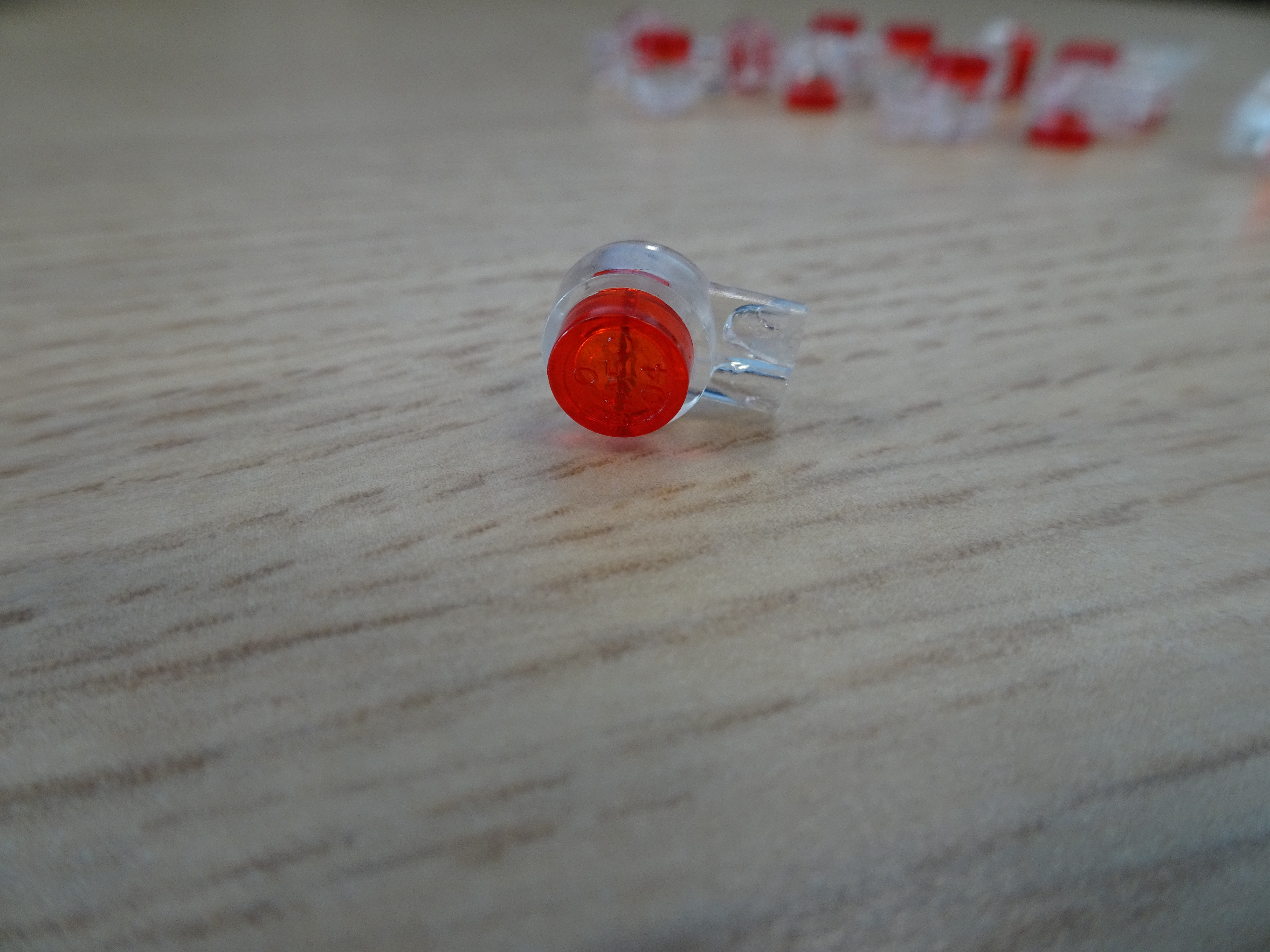
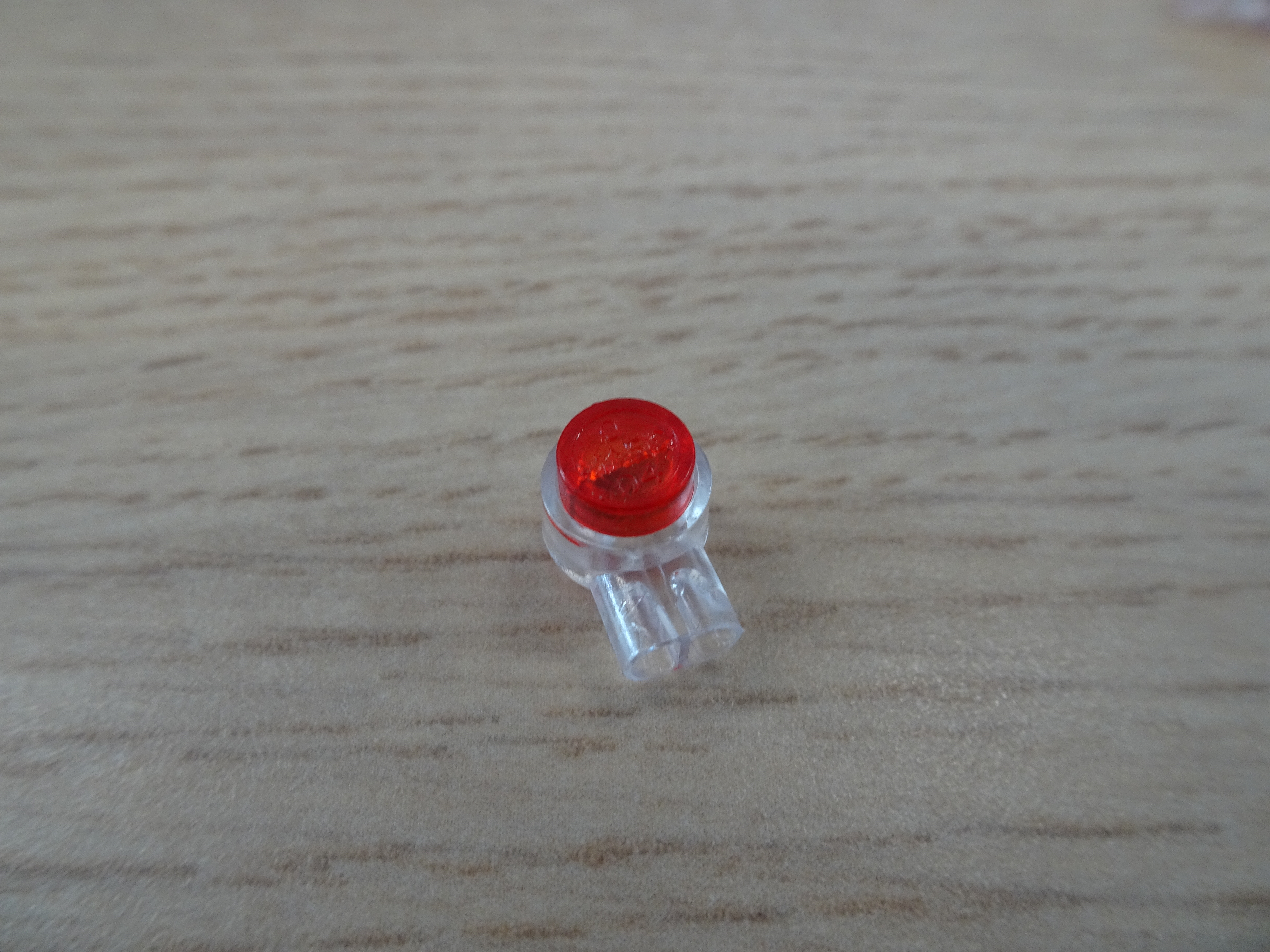
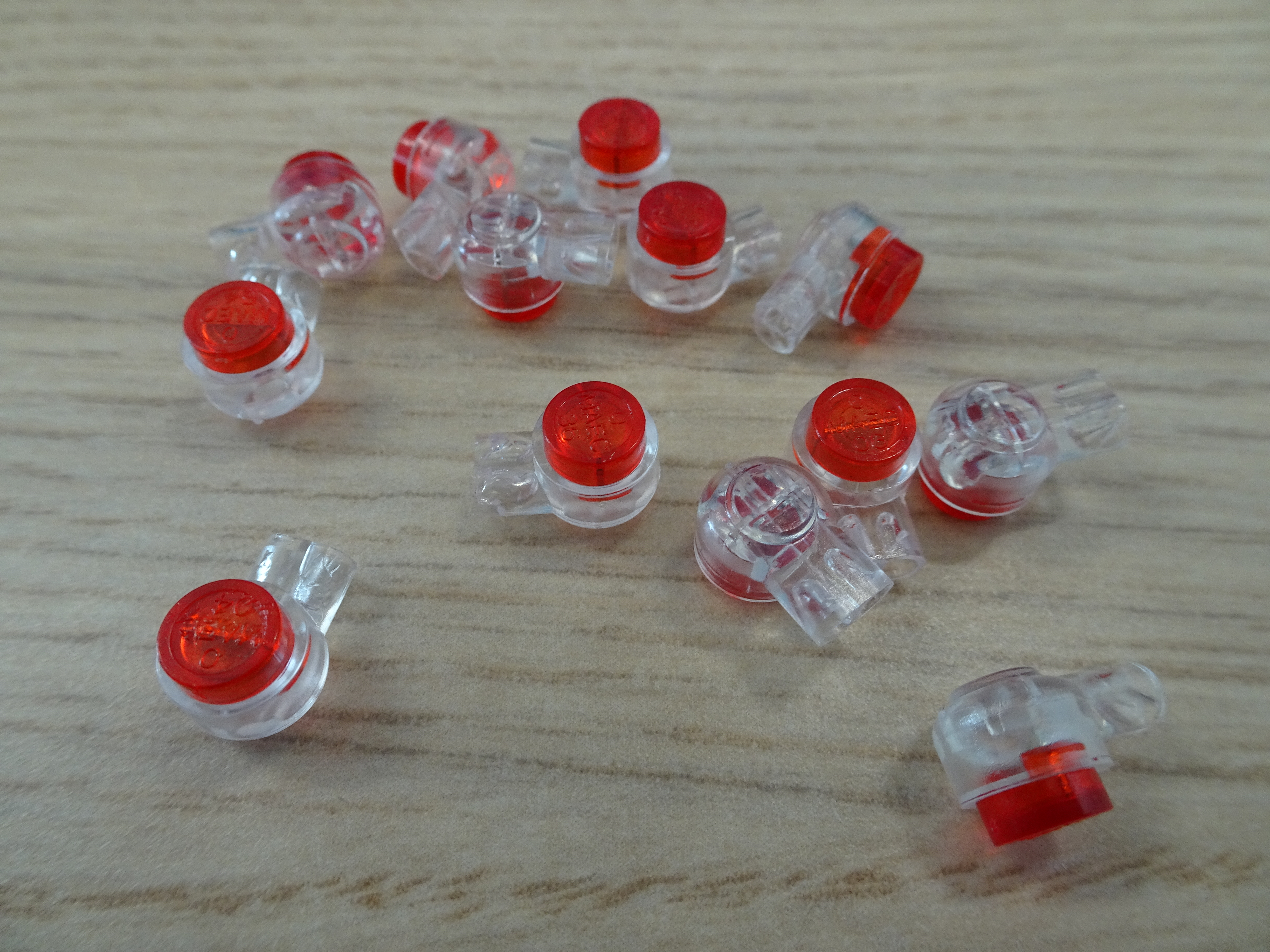

## Sources
1. ↑  « Connecteurs autodénudants Scotchlok™ », sur 3M France.
2. ↑  « Produits Stocko Contact ».